# السعودية.
‎（羅馬化為）（Punycode 相等於.xn--mgberp4a5d4ar）是沙烏地阿拉伯的阿拉伯語國際化國家及地區頂級域。 ‎、‎與‎一起在2010年5月5日正式上線。
沙烏地阿拉伯的拉丁文頂級域名是.sa。

## 註冊規則
初期（2010年5月31日至同年7月12日）開放給政府組織註冊。
其餘將於2010年9月27日開放。
只有個人或是與沙烏地阿拉伯有實質關係才能註冊。